# Pier Paolo Lucchetta
Pier Paolo Lucchetta (Treviso, 14 de janeiro de 1963) é um ex-jogador de voleibol da Itália que competiu nos Jogos Olímpicos de 1984 e 1988.
Em 1984, ele fez parte da equipe italiana que conquistou a medalha de bronze no torneio olímpico, no qual atuou em três partidas. Quatro anos depois, ele participou de seis jogos e o time italiano finalizou na nona colocação na competição olímpica de 1988.

## Ligações Externas
- «Perfil no Sports-Reference» (em inglês)